# Coupe d'Europe des épreuves combinées 2015
Navigation
CE des épreuves combinées 2014 CE des épreuves combinées 2017
La 32e édition de la Coupe d'Europe des épreuves combinées (en anglais, 2015 European Cup Combined Events) s'est déroulée à Aubagne, pour la Super Ligue (Super League) les 4 et 5 juillet 2015, au stade de Lattre-de-Tassigny. C'est la 4e fois que cette Coupe se déroule en France.
La Super Ligue oppose la France, gagnante en 2013, à la Russie, gagnante en 2014, aux Pays-Bas, à la Biélorussie, à l'Estonie, au Royaume-Uni, à la République tchèque et à l'Ukraine (ces deux dernières équipes promues en 2014). Quatre athlètes par pays pourront concourir dans le décathlon et dans l'heptathlon.
Les premières et secondes ligues auront lieu les mêmes jours dans la ville d'Inowrocław en Pologne.

## Résultats

### Super Ligue
Chez les messieurs, c'est le Russe Ilya Shkurenyov qui l'emporte avec 8 378 points, son meilleur score de la saison, devant Oleksiy Kasyanov 8 105 points et Romain Barras 8 007.
Chez les dames, c'est l'Ukrainienne Alina Fyodorova qui l'emporte avec un record personnel de 6 278 points, devant Grit Šadeiko 	6196 et la Russe Anna Blank	6037.
Le classement final par équipes est le suivant :
1. 41 700 pts  Russie
2. 40 724 pts  France
3. 39 875 pts  Estonie
4. 39 461 pts  Ukraine
5. 39 414 pts  Biélorussie
6. 38 791 pts  Royaume-Uni
7. 38 753 pts  Pays-Bas, relégués
8. 36 767 pts  Tchéquie, reléguée

### Première Ligue
Chez les messieurs c'est Martin Roe, un Norvégien de 1992, qui l'emporte avec un record personnel de 7 875 points, devant l'Espagnol Pau Tonnesen 7 841 points et le Polonais Paweł Wiesiołek 7 767 points. Chez les dames, c'est la Polonaise Karolina Tymińska (6 174) qui l'emporte et qui précède deux Suissesses, Linda Züblin (6.047) et Valérie Reggel (5.894).
Le résultat final est le suivant :
1. Suisse 39694 points, promue
2. Pologne 39229 pts, promue
3. Espagne 39069 pts
4. Italie 37053 pts
5. Suède 36710 pts,
6. Roumanie 33775 pts.

La Suisse et la Pologne remontent après un an en Première Ligue. La Norvège (équipes incomplètes) et l'Islande (pas de délégation) sont forfaits et reléguées en Seconde Ligue.

### Seconde Ligue
C'est le Finlandais Joli Koivu qui emporte le décathlon avec 7 462 points, record personnel, tandis que l'heptathlon est remporté par Laura Ikauniece-Admidiņa avec 6 470 points, record national de Lettonie, le meilleur résultat de la Coupe d'Europe 2015, devant la Grecque Sofía Ifadídou 5945 points et la Portugaise Lecabela Quaresma 5792,  PB.
Le résultat final est le suivant :
1. Finlande 36948 points, promue
2. Portugal 36 311 pts, promu
3. Lettonie 36 296 pts
4. Grèce 35 547 pts